# الجبهة (العدين)

تعديل مصدري - تعديل

الجبهة محلة تابعة لقرية الصباحي، التابعة لعزلة بني زهير بمديرية العدين إحدى مديريات محافظة إب في الجمهورية اليمنية، بلغ تعداد سكانها 28 حسب تعداد اليمن لعام 2004.